# Maizières (Calvados)
Maizières – miejscowość i gmina we Francji, w regionie Normandia, w departamencie Calvados.
Według danych na rok 1990 gminę zamieszkiwało 437 osób, a gęstość zaludnienia wynosiła 61 osób/km² (wśród 1815 gmin Dolnej Normandii Maizières plasuje się na 482. miejscu pod względem liczby ludności, natomiast pod względem powierzchni na miejscu 705.).